# Premis Butaca de 2013
Els Premis Butaca de 2013, varen ser la dinovena edició dels oficialment anomenats Premis Butaca de teatre i cinema de Catalunya, uns guardons teatrals i cinematogràfics catalans, creats l'any 1995 per Glòria Cid i Toni Martín, conductors d'un programa a la ràdio de Premià de Mar, en reconeixement de les obres de teatre i pel·lícules estrenades a Catalunya. Els premis són atorgats per votació popular.
El lliurament dels premis d'aquesta edició es va celebrar el 3 de desembre de 2013 a la Sala Tallers del Teatre Nacional de Catalunya. Els premis van ser lliurats en una cerimònia presentada per Àngel Llàcer.
La gran guanyadora d'aquesta edició va ser l'obra del Teatre Lliure "Els feréstecs", amb cinc premis. Com a millors actors van ser guardonats Albert Triola, Emma Vilarasau, Laura Conejero i Lluís Villanueva. A les categories musicals, "T'estimo, ets perfecte... ja et canviaré", va guanyar en les categories de Millor Musical i Millor Actriu de Musical. Rosa Maria Sardà va rebre la Butaca Honorífica en reconeixement de la seva trajectòria.

## Palmarès i nominacions[3]

### Premi Butaca al millor muntatge teatral
| Obra          | Productora                   | Resultat  |
| ------------- | ---------------------------- | --------- |
| Els feréstecs | Teatre Lliure                | Guanyador |
| 28 i mig      | La Perla 29                  | Nominat   |
| Barcelona     | Teatre Nacional de Catalunya | Nominat   |
| La Bête       | Teatre Nacional de Catalunya | Nominat   |
| L'onada       | Teatre Lliure                | Nominat   |
| El nom        | Grup Focus                   | Nominat   |

### Premi Butaca al millor musical
| Obra                                      | Productora                     | Resultat  |
| ----------------------------------------- | ------------------------------ | --------- |
| T'estimo, ets perfecte... ja et canviaré! | Vània Produccions              | Guanyador |
| La flauta màgica                          | Cia. Dei Furbi                 | Nominat   |
| The Wild Party                            | Vocal Factory BCN/Teatre Gaudí | Nominat   |

### Premi Butaca al millor espectacle de dansa
| Obra                      | Productora                                      | Resultat  |
| ------------------------- | ----------------------------------------------- | --------- |
| Siena                     | La Veronal/Mercat de les Flors/Hellerau         | Guanyador |
| Concierto Concepto        | Brodas Bros/Varium                              | Nominat   |
| A Place to Bury Strangers | Roberto Oliván/Enclave Arts/Mercat de les Flors | Nominat   |

### Premi Butaca al millor espectacle de petit format
| Obra                     | Productora                                               | Resultat  |
| ------------------------ | -------------------------------------------------------- | --------- |
| Smiley                   | FlyHard Produccions                                      | Guanyador |
| Afterplay                | CAET/Mola Produccions                                    | Nominat   |
| Cosmètica de l'enemic    | Sala Muntaner/CAER                                       | Nominat   |
| Ivan i els gossos        | Teatre Lliure                                            | Nominat   |
| El Principi d'Arquimedes | Sala Beckett/Festival Grec'12/Associació Verins Escènics | Nominat   |

### Premi Butaca a la millor espectacle per a públic familiar
| Obra                      | Productora                                                   | Resultat  |
| ------------------------- | ------------------------------------------------------------ | --------- |
| La dona vinguda del futur | Teatre Nacional de Catalunya/La Troca Produccions            | Guanyador |
| Constelaciones            | Mercat de les Flors//Teatro de la Abadía/Comunidad de Madrid | Nominat   |
| Raspall                   | Teatre Nu                                                    | Nominat   |

### Premi Butaca a la millor producció espanyola o internacional
| Obra                  | Productora       | Resultat   |
| --------------------- | ---------------- | ---------- |
| Les tres germanes     | Declan Donnellan | Guanyadora |
| Juicio a una zorra    | Miguel del Arco  | Nominada   |
| El mestre i Margarida | Simon McBurney   | Nominada   |

### Premi Butaca a la millor direcció
| Director/a    | Obra          | Resultat  |
| ------------- | ------------- | --------- |
| Lluís Pasqual | Els feréstecs | Guanyador |
| Oriol Broggi  | 28 i mig      | Nominat   |
| Guillem Clua  | Smiley        | Nominat   |
| Joel Joan     | El nom        | Nominat   |
| Pere Riera    | Barcelona     | Nominat   |

### Premi Butaca a la millor actriu
| Actriu         | Obra      | Resultat   |
| -------------- | --------- | ---------- |
| Emma Vilarasau | Barcelona | Guanyadora |
| Mercè Arànega  | Bona gent | Nominada   |
| Míriam Iscla   | Barcelona | Nominada   |
| Carlota Olcina | Oleanna   | Nominada   |
| Fina Rius      | Aterplay  | Nominada   |
| Bea Segura     | Blackbird | Nominada   |

### Premi Butaca al millor actor
| Actriu        | Obra              | Resultat  |
| ------------- | ----------------- | --------- |
| Albert Triola | Smiley            | Guanyador |
| Jordi Bosch   | Blackbird         | Nominat   |
| Pablo Derqui  | Roberto Zucco     | Nominat   |
| Eduard Farelo | L'onada           | Nominat   |
| Antoni Gomila | Acorar            | Nominat   |
| Pol López     | Ivan i els gossos | Nominat   |

### Premi Butaca a la millor actriu de musical
| Actor             | Obra                                      | Resultat   |
| ----------------- | ----------------------------------------- | ---------- |
| Mercè Martínez    | T'estimo, ets perfecte... ja et canviaré! | Guanyadora |
| Gràcia Fernández  | Le llaman copla                           | Nominada   |
| Muntsa Rius       | T'estimo, ets perfecte... ja et canviaré! | Nominada   |
| Maria Santallusia | The Wild Party                            | Nominada   |

### Premi Butaca al millor actor de musical
| Actor        | Obra                                      | Resultat  |
| ------------ | ----------------------------------------- | --------- |
| Toni Viñals  | La flauta màgica                          | Guanyador |
| Frank Capdet | T'estimo, ets perfecte... ja et canviaré! | Nominat   |
| Xavi Duch    | The Wild Party                            | Nominat   |
| Jordi Vidal  | T'estimo, ets perfecte... ja et canviaré! | Nominat   |

### Premi Butaca a la millor actriu de repartiment
| Actriu         | Obra                     | Resultat   |
| -------------- | ------------------------ | ---------- |
| Laura Conejero | Els feréstecs            | Guanyadora |
| Laura Aubert   | Els feréstecs            | Nominada   |
| Roser Batalla  | El Principi d'Arquimedes | Nominada   |
| Sandra Monclús | El nom                   | Nominada   |
| Rosa Renom     | Els feréstecs            | Nominada   |

### Premi Butaca al millor actor de repartiment
| Actor            | Obra          | Resultat  |
| ---------------- | ------------- | --------- |
| Lluís Villanueva | El nom        | Guanyador |
| Marcel Borràs    | Pàtria        | Nominat   |
| Àlex Casanovas   | Bona gent     | Nominat   |
| Xicu Masó        | Els feréstecs | Nominat   |
| Fermí Reixach    | Pàtria        | Nominat   |

### Premi Butaca a la millor escenografia
| Finalistes   | Obra                     | Resultat  |
| ------------ | ------------------------ | --------- |
| Enric Planas | El Principi d'Arquimedes | Guanyador |
| Jon Berrondo | L'onada                  | Nominat   |
| Pep Duran    | La senyoreta Júlia       | Nominat   |
| Max Glaenzel | La Bête                  | Nominat   |

### Premi Butaca a la millor il·luminació
| Finalistes     | Obra               | Resultat  |
| -------------- | ------------------ | --------- |
| David Bofarull | Barcelona          | Guanyador |
| Xavier Albertí | Adreça desconeguda | Nominat   |
| Pep Barcons    | 28 i mig           | Nominat   |
| Albert Faura   | L'onada            | Nominat   |

### Premi Butaca al millor vestuari
| Finalistes                        | Obra             | Resultat   |
| --------------------------------- | ---------------- | ---------- |
| Alejandro Andújar i Luis Espinosa | Els feréstecs    | Guanyadors |
| María Araujo                      | La Bête          | Nominada   |
| Mariel Soria                      | Ball de titelles | Nominada   |
| Georgina Viñolo                   | Barcelona        | Nominada   |

### Premi Butaca a la millor caracterització
| Finalistes     | Obra             | Resultat   |
| -------------- | ---------------- | ---------- |
| Eva Fernández  | Els feréstecs    | Guanyadora |
| Àngels Salinas | Ball de titelles | Nominada   |
| Toni Santos    | La Bête          | Nominat    |

### Premi Butaca al millor text teatral
| Obra                     | Autor/a                   | Resultat  |
| ------------------------ | ------------------------- | --------- |
| Smiley                   | Guillem Clua              | Guanyador |
| Contra l'amor            | Esteve Soler              | Nominat   |
| Pàtria                   | Jordi Casanovas           | Nominat   |
| El Principi d'Arquimedes | Josep Maria Miró Coromina | Nominat   |

### Premi Butaca a la millor composició
| Finalistes       | Obra                      | Resultat  |
| ---------------- | ------------------------- | --------- |
| Òscar Roig       | Barcelona                 | Guanyador |
| Albert Guinovart | Viatje a la lluna         | Nominat   |
| Guille Milkyway  | La dona vinguda del futur | Nominat   |

### Butaca Honorífica-Anna Lizaran
- Rosa Maria Sardà